# Zapona

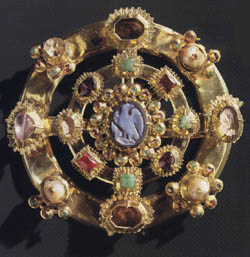
XIII-wieczna zapona pochodząca ze skarbu średzkiego

Zapona – ozdobna zapinka w postaci broszy, agrafy, klamry, haftki lub guza, służąca do spinania płaszczy, opończy, kap, futer, niekiedy drobniejszych elementów odzieży (np. pasów); używana też jako element dekoracyjny, np. jako pektorał lub do zdobienia kołpaków.
W szerszym znaczeniu słowo używane dawniej także dla określenia np. naszyjnika, łańcucha („zapona na szyję”) czy naramiennika, maneli („zapona na ramię”).
Zapony stosowano już w antyku i średniowieczu, w Polsce szczególnie rozpowszechniły się w XVI-XVIII stuleciu. Średniowieczne miały najczęściej kształt kolisty bądź owalny, niemal zawsze dekorowane były kamieniami szlachetnymi. Stosowano je zarówno w stroju męskim, jak i kobiecym.
Terminem tym określano również kotarę lub ciężką zasłonę.